# Произведения, созданные животными

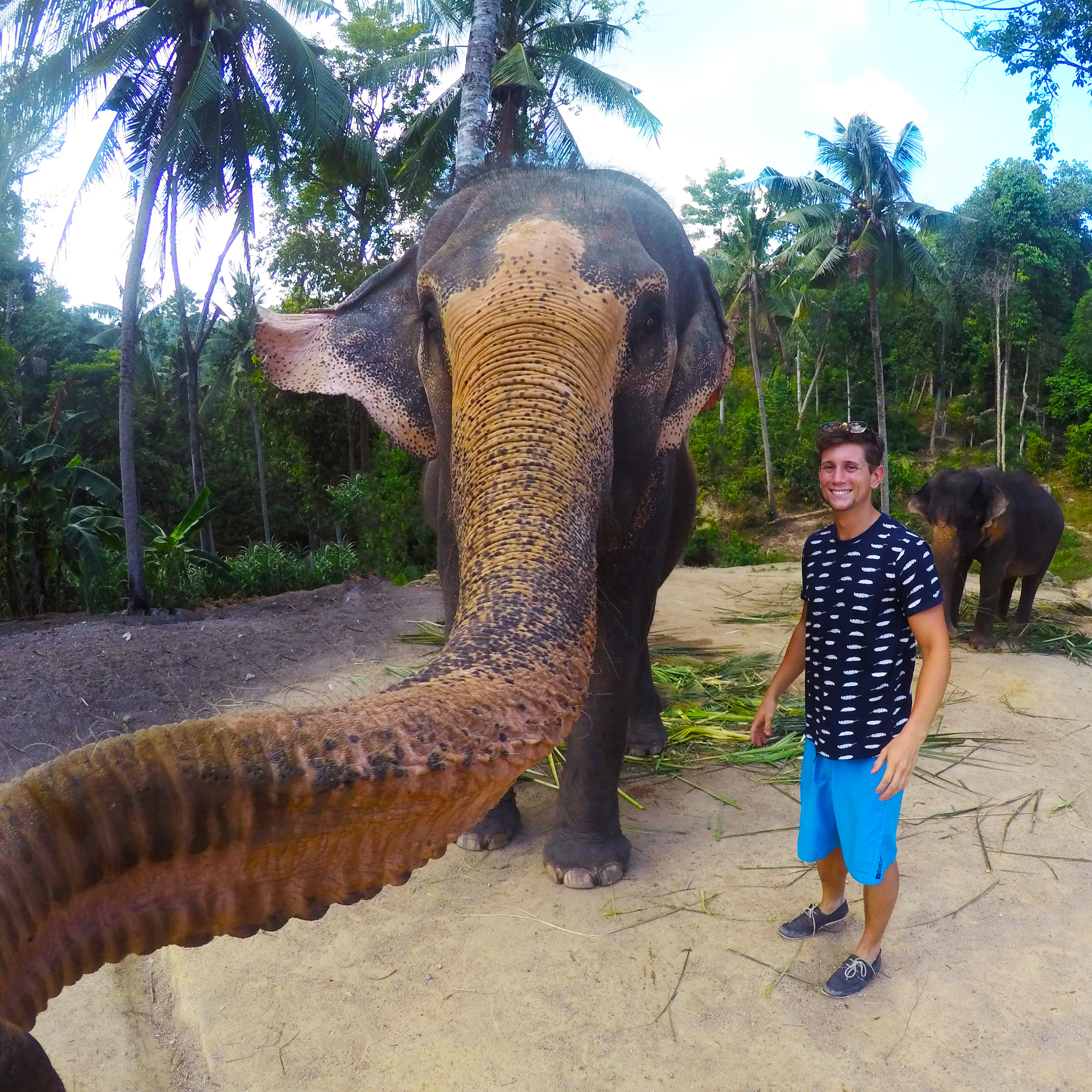
Случайное селфи слона с экшен-камеры в Пхангане, Таиланд

Произведения, созданные животными — произведения искусства, авторами которых являются животные. Чаще всего это фотографии или рисунки. Известны случаи создания произведений искусства обезьянами, слонами, дельфинами, рептилиями и птицами.

## Живопись приматов

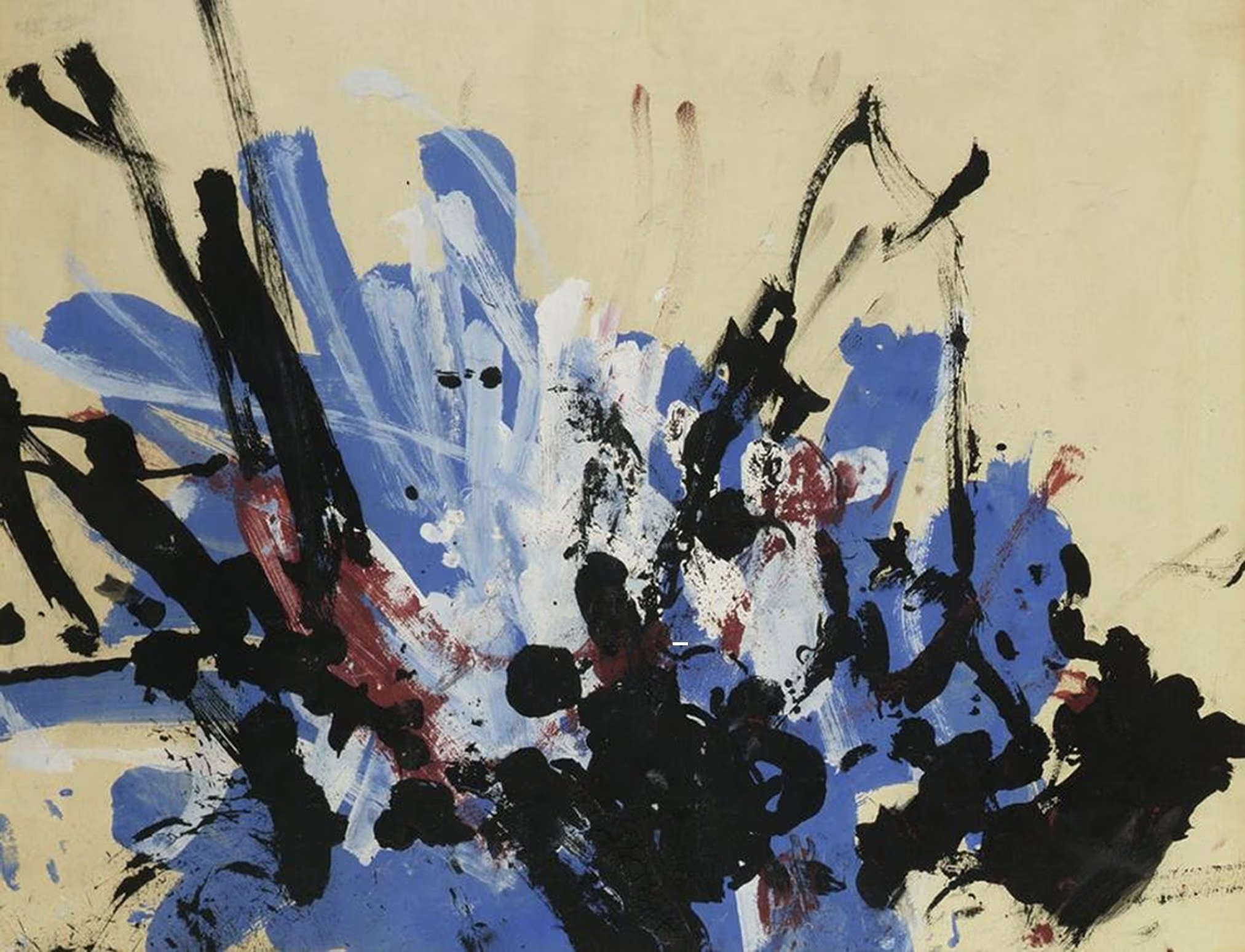
Картина шимпанзе Конго

В конце 1950-х годах биологи начали изучать природу искусства в людях. Теории были предложены на основе наблюдений картин, написанных приматами. Сотни таких картин были каталогизированы Десмондом Моррисом. Моррис и его помощник Тайлер Харрис истолковали эти холсты как признаки внутренней мотивации к абстрактному творчеству, что выражено путём исследования зрительного поля и цвета. Многие из изучаемых художников-приматов развивались со временем, расширяя или сужая области лакокрасочного покрытия, штрихуя линии горизонтального или вертикального и даже развивая содержание картин.

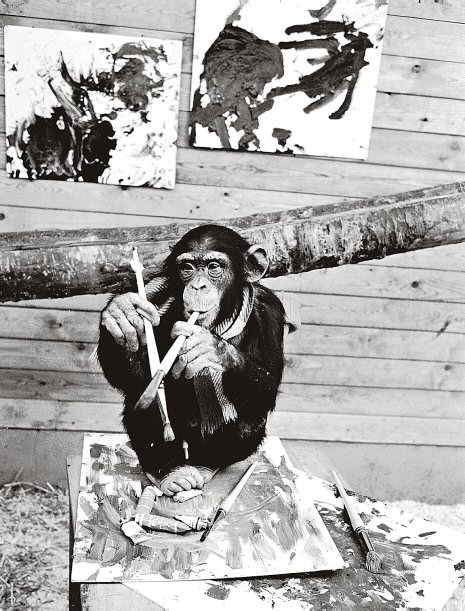
«Пьер Брассо» за работой

Известность получила история с картинами «Пьера Брассо», когда картины, нарисованные 4-х летним шимпанзе, были выставлены как принадлежащие неизвестному авангардисту и вызвали большой интерес критиков.

## Живопись слонов

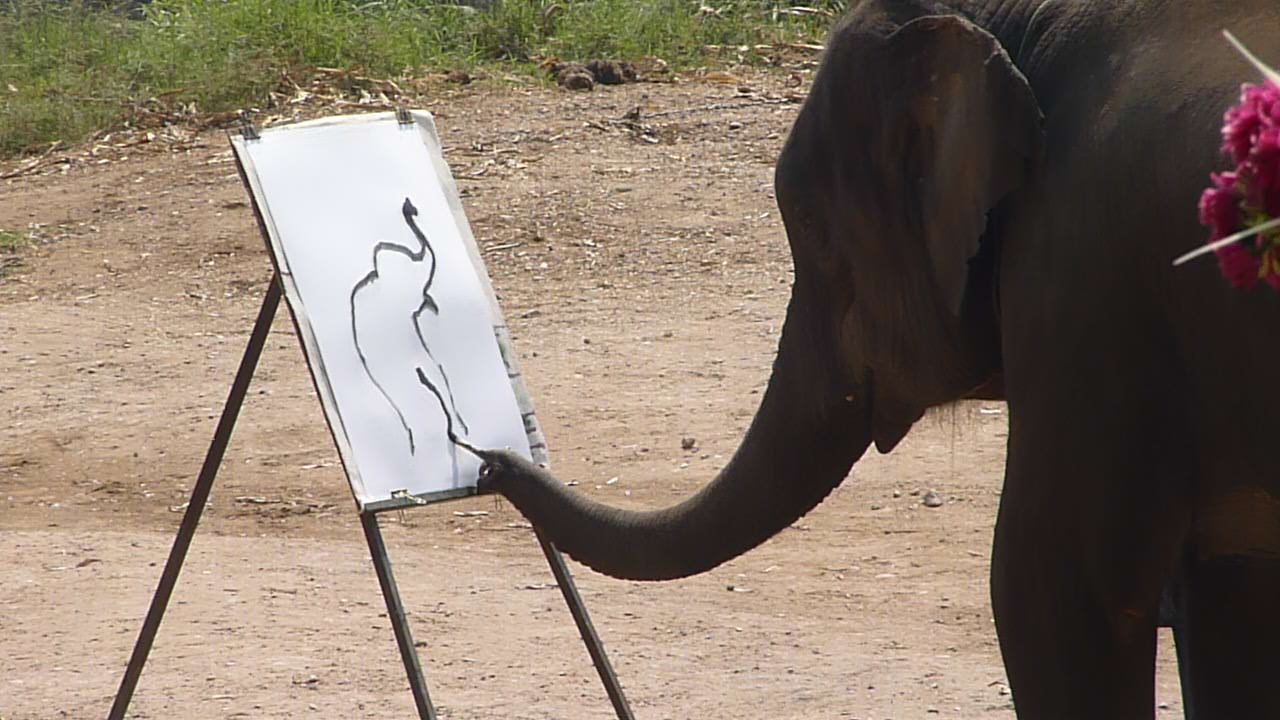
Дрессированный слон рисует в Чиангмае, Таиланд.

Слоны в неволе обучаются рисованию как одной из форм поведенческого обогащения. Пример этого можно наблюдать в Мельбурнском зоопарке. Однако исследование, опубликованное в июле 2014 года, показало, что рисование мало влияет на поведенческое обогащение слонов, в отличие от положительного влияния «общения» животных с работниками зоопарка. Учёные пришли к выводу, что «польза от этой деятельности представляется ограниченной в плане эстетической привлекательности этих картин». Слоны всегда рисуют одну и ту же картину и научились повторять это точь-в-точь.

## Живопись дельфинов

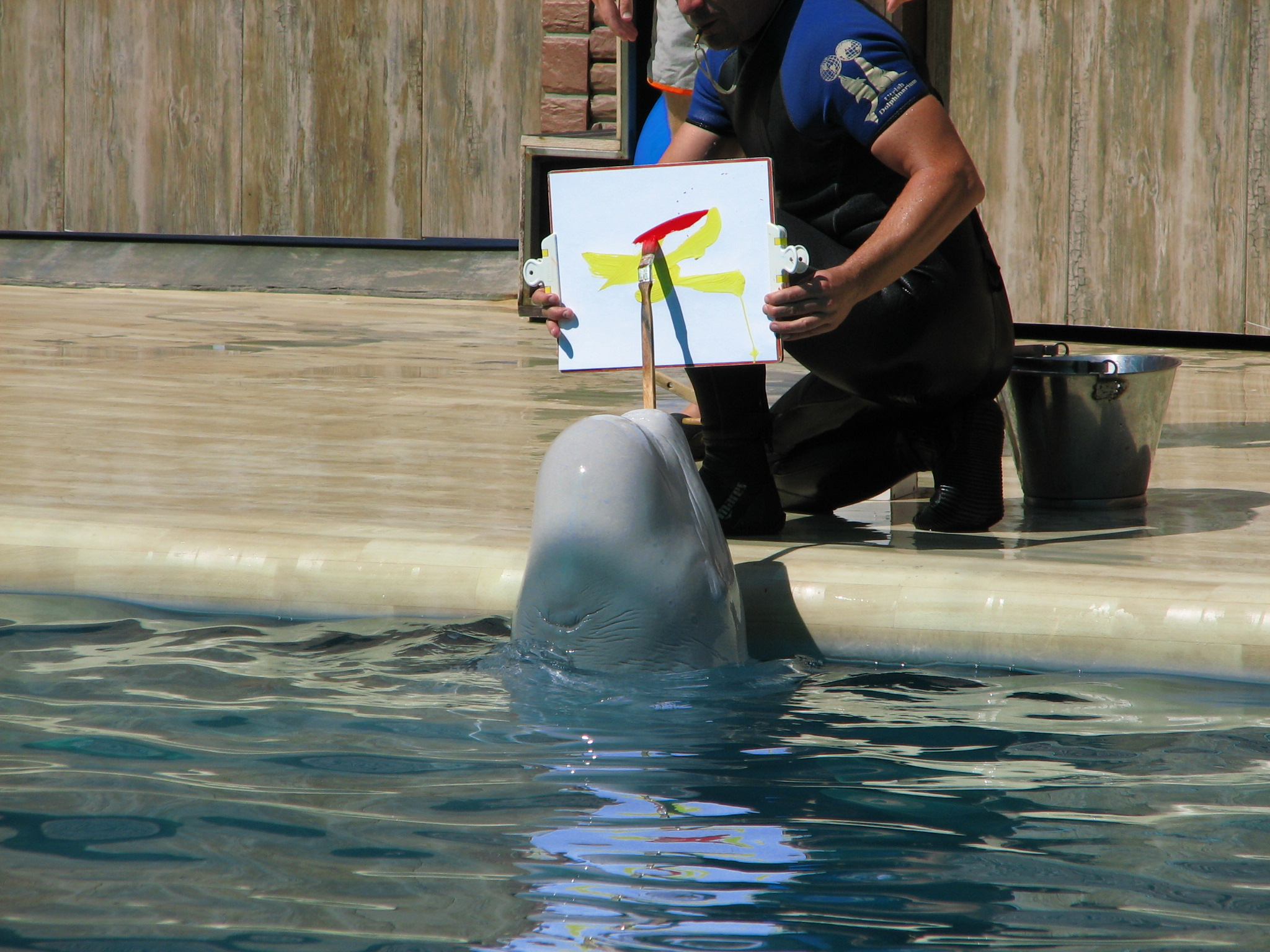
Белуха рисует

На представлениях в дельфинариях дрессированные дельфины (афалины, белухи) демонстрируют рисование кистью, зажатой во рту.

## Живопись свиней
Свиньей-художником была Пигкассо (2016–2024). Она стала известна благодаря своим абстрактным и экспрессионистским картинам, которые были проданы за тысячи долларов по всему миру. 
Самая дорогая работа Пигкассо была продана в декабре 2021 года за 27 000 долларов, что делает её самым дорогим произведением искусства, созданным животными, когда-либо проданным в то время.

## Вопросы авторского права

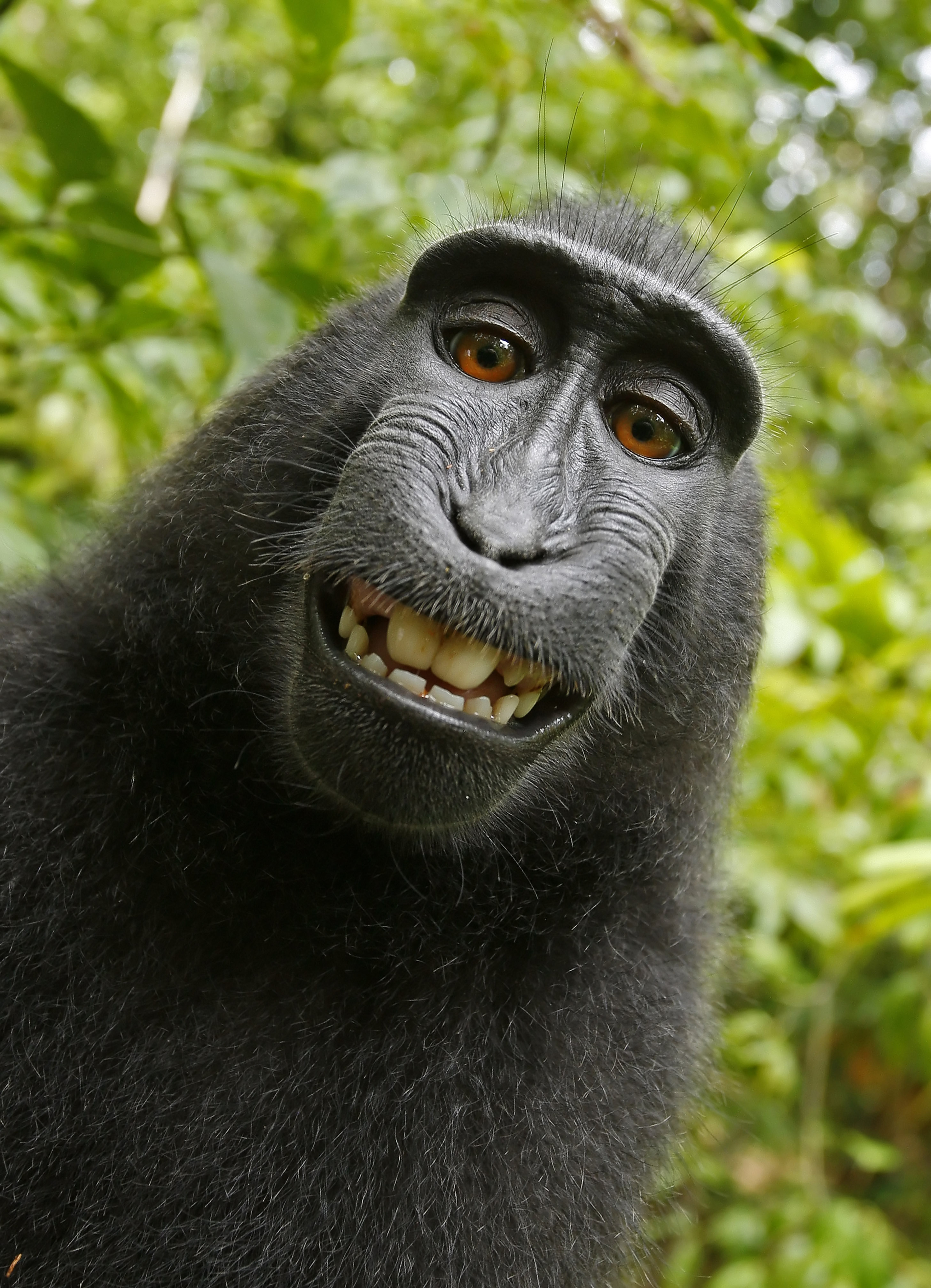
Селфи обезьяны подняло проблему авторских прав на фотографии, сделанные животными.

Авторское право на художественное произведение, как правило, принадлежит автору. Аналитики интеллектуальной собственности Мария М. Лурия и Чарли Свон заявили, что в тех случаях, когда художественное произведение создано животным, ни человек, предоставляющий камеру, ни хозяин животного (если есть) не могут претендовать на авторские права в результате работы животного. В подобных случаях животное не признаётся юридически ответственным, и его произведение становится общественным достоянием.
Вопрос о принадлежности авторских прав на фотографии, созданные животными, получил широкое освещение в середине 2014 года с появлением в интернете селфи обезьяны. Оборудование, принадлежащее британскому фотографу Дэвиду Слейтеру, было использовано хохлатым павианом в заповеднике Тангкоко в Индонезии. Обезьяна нажатием на кнопку спуска сделала серию снимков самой себя во время отсутствия фотографа, закрепившего фотокамеру на штатив. Слейтер пытался доказать авторское право на изображения, утверждая, что именно он создал ситуацию, при которой стали возможны подобные снимки. Другие лица и организации утверждают, что фактически фотографии сделаны животным и должны быть общественным достоянием. Слейтер заявил, что загрузка изображений на Викисклад обошлась ему в более чем 10 000 £ в виде недополученных доходов; фотограф безуспешно пытался добиться того, чтобы фотографии удалили. Судебное урегулирование данного спора продлилось до сентября 2017. В августе 2014 года Бюро авторского права США уточнило правила, чтобы однозначно указать, что произведения, созданные не человеком, не могут быть защищены авторским правом.